# Cantó de Pena d'Agenés
El cantó de Pena d'Agenés és un cantó francès del departament d'Òlt i Garona, situat al districte de Vilanuèva d'Òlt. Té 10 municipis i el cap és Pena d'Agenés.

## Municipis
- Auradou
- Dausse
- Frespuèg
- Auta Faja e la Tor
- Massels
- Massoulès
- Pena d'Agenés
- Sant Silvestre d'Òlt
- Trémons
- Trentels

## Història
| Data d'elecció                           | Identitat            | Partit | Qualitat |
| ---------------------------------------- | -------------------- | ------ | -------- |
| 1970-1976                                | Jacques Bordeneuve   | MRG    |          |
| 1976-1982                                | Marcel Garrouste     | PS     |          |
| 1982-2001                                | René Lalbat          | UDF    |          |
| 2001-                                    | Jean-Pierre Lorenzon | PR     |          |
| les dades anteriors no són pas conegudes |                      |        |          |
|                                          |                      |        |          |

## Demografia
| 1962  | 1968  | 1975  | 1982  | 1990  | 1999  | 2006  |
| ----- | ----- | ----- | ----- | ----- | ----- | ----- |
| 5.786 | 6.214 | 6.290 | 6.808 | 7.404 | 7.441 | 8.015 |